# Шпильрайн, Эмиль Николаевич
Эмиль Николаевич Шпильрайн (первоначально Эмиль Нафтулович Шпильрейн; 14 июля 1899, Ростов-на-Дону — 20 июня 1938, Ростов-на-Дону) — советский биолог. Кандидат биологических наук (1936), профессор (1936).
Родители — купец 1-й гильдии Нафтуля (Нафтулий Мойшевич, Нафтул Аронович, Николай Аркадьевич) Шпильрейн (1861—1938), уроженец Варшавы, энтомолог по образованию; Ева Марковна Шпильрейн (урождённая Люблинская, 1863—1922), зубной врач из семьи резника Ростовской хоральной синагоги Марка Пинхусовича Люблинского (1833—?), поселившегося в Ростове в 1853 году. Отец занимался производством и распространением корма для крупного рогатого скота. Мать происходила из Екатеринштадта, где окончила русскую гимназию и зубоврачебую школу, практиковала до 1903 года.
Окончил естественный факультет Донского университета. С 1926 года преподавал биологию в школе. В 1928—1932 годах — ассистент на кафедре биологии Донского университета, с 1932 года — доцент и декан факультета биологии и зоологии Донского университета. С 1936 года — профессор экспериментальной биологии этого университета.
Арестован 4 ноября 1937 года по обвинению в участии в право-троцкистской террористической вредительско-диверсионной организации, расстрелян 20 июня 1938 года. Реабилитирован посмертно.

## Семья
- Жена — Фаня Бурштейн.
  - Сын — Эвальд Эмильевич Шпильрайн, теплофизик и теплоэнергетик. Другой сын — Марк (1921—1944), младший лейтенант — погиб на фронте[10].
- Сёстры — психоаналитик Сабина Николаевна Шпильрейн (1885—1942), расстреляна немцами во время оккупации Ростова-на-Дону; Эмилия, умерла от тифа в шестилетнем возрасте в 1901 году.
- Братья — психотехник и лингвист Исаак Нафтулович Шпильрейн (1891—1937) и математик и инженер Ян Николаевич (Яков Нафтулович) Шпильрейн (1887—1938); оба расстреляны.